# Tokugawa Ietsugu
Tokugawa Ietsugu (徳川 家継?; Edo, 8 agosto 1709 – 19 giugno 1716) è stato un militare giapponese.
Figlio primogenito di Tokugawa Ienobu, fu il settimo shōgun dello shogunato Tokugawa.

## Biografia
Ietsugu nacque a Edo nel 1709 da una concubina di Ienobu quando questa aveva già quarantotto anni; Ienobu morì quando Ietsugu aveva solo tre anni, e il consigliere confuciano di Ienobu, Arai Hakuseki, divenne il tutore dello shōgun Ietsugu.
Durante questa fase lo shogunato affrontò principalmente problemi economici, dalla riforma della valuta agli scambi commerciali con l'estero in Kyūshū; Ietsugu fu poco coinvolto nelle decisioni, e Hakuseki fu il vero protagonista della politica dello shogunato. Nel 1713, l'elevata inflazione spinse a introdurre una nuova valuta, meno legata alla produzione di riso, i cui prezzi cominciarono a sgonfiarsi. Come conseguenza di questo fu necessaria una riforma dei commerci con l'estero; nel 1716 furono nominati due commissari per il commercio estero, a Edo e Nagasaki; essendo in vigore il sakoku gli scambi commerciali potevano avvenire solo nel porto di Nagasaki con navi cinesi e olandesi, e l'ulteriore limitazione portò a 30 navi cinesi e 2 olandesi il numero massimo consentito ogni anno.
Nel 1714 dovette intervenire severamente con decine di esili per porre rimedio al cosiddetto scandalo Ejima-Ikushima, che coinvolse una delle dame di compagnia della madre, Ejima, e l'attore di kabuki Ikushima Shingorō, sorpresi in una relazione proibita e contraria alla rigida etichetta della corte dello shogunato.

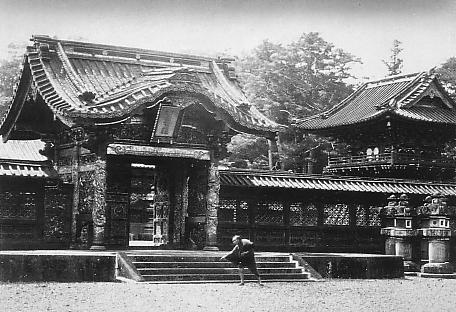
Mausoleo di Ietsugu a Zōjō-ji nel Parco di Shiba

Nel 1716 Ietsugu morì a causa di complicanze legate a un raffreddore; si dice che fosse gioviale e vivace, ma evidentemente di salute delicata. Con lui, dopo poco più di un secolo, si estinse la linea ereditaria diretta iniziata da Tokugawa Ieyasu. Il nuovo shōgun dovette perciò essere scelto da uno dei rami cadetti del clan; la scelta cadde su Yoshimune, appartenente al ramo Kii Tokugawa, iniziato dal nonno di Yoshimune, Yorinobu, il decimo figlio di Ieyasu.